# Selección de fútbol de Tahití
La selección de fútbol de Tahití es el equipo representativo de la Polinesia Francesa, territorio de Ultramar de Francia en las competiciones oficiales. Su organización está a cargo de la Federación Tahitiana de Fútbol, perteneciente a la OFC y a la FIFA.
Es la única selección del Pacífico que posee un título en la Copa de las Naciones de la OFC, logrado en 2012. Anteriormente, había obtenido en tres ocasiones el subcampeonato, en las ediciones de 1973, 1980 y 1996. En los Juegos del Pacífico, consiguió en cinco ocasiones la medalla de oro, lo que convierte a Tahití en el segundo seleccionado que más veces se consagró campeón del torneo por detrás de Nueva Caledonia. A su vez, ganó las tres ediciones de la Copa Polinesia. También participó en la Coupe de l'Outre-Mer. 
Debido al título de 2012, clasificó a la Copa FIFA Confederaciones 2013, convirtiéndose así en la tercera selección mayor de fútbol de Oceanía junto a Australia y Nueva Zelanda, en disputar un torneo de selecciones internacional de la FIFA. Allí, Tahití fue vencido por 1-6 ante Nigeria, 0-10 contra España y 0-8 a manos de Uruguay.

## Historia

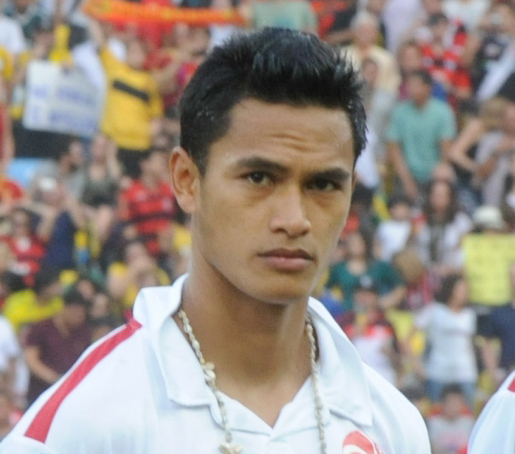
Steevy Chong Hue fue el autor del gol ante que le dio el título a Tahití en la final de la Copa de las Naciones de la OFC 2012.

Formaciones del encuentro entre Tahití y que terminó con derrota para los tahitianos por 6-1. Fue el primer partido en una competición FIFA en el que una selección representante de la Polinesia Francesa convirtió un gol. Tahití, de rojo, formó con: Samin; Simon, Ludivion, Vallar, J. Tehau, Aitamatai; Vahirua, Bourebare, Caroine, Chong Hue y A. Tehau.

### Establecimiento como potencia continental (1952-1972)
El combinado representante de la Polinesia Francesa jugó su primer encuentro en el marco de una gira internacional que realizó Nueva Zelanda en 1952. Luego de su visita por Fiyi, el elenco neozelandés jugó en dos ocasiones frente al seleccionado francopolinesio, que a pesar de rescatar un empate por 2-2 en el primer partido, cayó derrotado por 5-3 en el segundo. Desde entonces, disputó varios amistosos con las selecciones de las otras dos dependencias francesas en Oceanía, Nueva Caledonia y las Nuevas Hébridas.
En 1963 consiguió la medalla de bronce en la primera edición de los Juegos del Pacífico Sur al vencer por 18-0 a las Islas Salomón en el partido por el tercer lugar. Tres años más tarde, en Numea 1966, logró la presea dorada tras ganarle a Nueva Caledonia la final por 2-0. En la siguiente edición, Tahití volvería cruzarse con el combinado neocaledonio en el partido decisivo, aunque esta vez el resultado sería una derrota por 2-1. Dos años luego, en Papeete 1971, le propinó a las Islas Cook, en el primer partido internacional para este país, una goleada por 30-0. Este abultado resultado fue la mayor goleada entre selecciones hasta que fuera superada en 2001 por el 31-0 de Australia sobre Samoa Americana. En el resto del torneo el combinado tahitiano logró la medalla de bronce.

### Época dorada (1973-1987)
En 1973 jugó la primera edición de la Copa Oceanía, predecesora de lo que posteriormente sería la Copa de las Naciones de la OFC. Luego de terminar segundo en la primera fase, cayó con Nueva Zelanda 2-0 en la final. El resarcimiento llegaría en 1975 al batir a Nueva Caledonia en la final de los Juegos del Pacífico Sur de ese año. Tahití repitió el logro en Suva 1979 al ganarle 3-0 a Fiyi, el organizador del evento.
En 1980 volvió a alcanzar la final de la Copa Oceanía, pero en esta ocasión fue Australia quien se consagró campeón al vencer por 4-2 en el partido decisivo. Sin embargo, tres años más tarde, repitió su éxito en los Juegos del Pacífico Sur al derrotar nuevamente a Fiyi en la final de Apia 1983. La racha victoriosa se vio cortada finalmente en 1987 cuando Nueva Caledonia, jugando en terreno propio, se impuso en la final de los Juegos del Pacífico Sur con un marcador de 1-0 sobre Tahití.

### El oro en Papeete 1995 y comienzo del declive (1988-1996)
Tras ocho ediciones consecutivas obteniendo medallas, en Puerto Moresby 1991 el combinado tahitiano fue eliminado en primera ronda al verse superado en la fase de grupos por Nueva Caledonia y Fiyi; aunque lograría el quinto lugar luego de vencer a Papúa Nueva Guinea. Aun así, ganó la Copa Polinesia 1994 y un año más tarde, como organizador, derrotó 2-0 a las Islas Salomón en la final los Juegos del Pacífico Sur 1995 para obtener su quinta presea dorada. El éxito en el torneo regional polinesio, lo llevó a disputar la Copa de las Naciones de la OFC 1996. Tras vencer en semifinales nuevamente al seleccionado salomonense con un global de 3-1, fue derrotado por Australia en la final 6-0 en la ida y 5-0 en la vuelta.

### Ausencia de éxitos (1997-2010)
Volvió a ganar la Copa Polinesia en 1998, por lo que clasificó al torneo continental de ese año. Solo pudo conseguir un triunfo, ante Vanuatu, pero le bastó para quedarse con la cuarta colocación. Dos años más tarde, volvería a alzarse con el torneo regional para luego ser eliminado en la primera fase del campeonato oceánico, del cual era sede. Tahití perdió ambos partidos ante el elenco vanuatuense y Nueva Zelanda.
En los Juegos del Pacífico Sur 2003 superó sin mayores complicaciones la fase de grupos, pero fue derrotado por Fiyi en las semifinales y por Vanuatu en el encuentro por la medalla de bronce. Al año siguiente, ocupó el penúltimo puesto en la Copa de las Naciones de la OFC 2004, en donde solo obtuvo una victoria y un empate tras cinco partidos disputados. El elenco tahitiano tocó fondo cuando en Apia 2007 solo pudo vencer por un discreto 1-0 a las Islas Cook y empató sorpresivamente ante Tuvalu, que perdió el resto de sus partidos en el torneo. Así, no solo se vio privado de jugar la siguiente fase sino que no pudo clasificar al torneo oceánico de 2008.

### Vuelta al podio y el título de 2012 (2011-)
Volvió a conseguir una medalla en los Juegos del Pacífico en Numea 2011. Luego de superar la fase de grupos por tener una mejor diferencia de gol que Papúa Nueva Guinea, con quien empató en puntos, perdió en la semifinal con Nueva Caledonia pero venció a Fiyi en el partido por el tercer lugar y se quedó con la medalla de bronce.
En 2012 afrontó la Copa de las Naciones de la OFC. En la fase de grupos, venció 10-1 a Samoa, 4-3 a Nueva Caledonia y 4-1 a Vanuatu. Ya en semifinales, eliminó al organizador, las Islas Salomón, tras vencer por 1-0 por lo que se cruzó nuevamente con la selección neocaledonia, que había eliminado a la favorita al título Nueva Zelanda, en el partido decisivo. Con un solitario tanto de Steevy Chong Hue, Tahití se consagró campeón de Oceanía y se convirtió en la primera selección aparte de Australia y Nueva Zelanda en lograrlo. 
El título le dio el derecho a representar al continente oceánico en la Copa FIFA Confederaciones 2013. En el campeonato, el elenco tahitiano solo pudo marcar una vez, en la derrota por 6-1 ante Nigeria, mientras que recibió 24 tantos. En su segundo encuentro fue derrotada por 10-0 a manos de España, lo que representa el resultado más abultado en la historia del torneo. Finalmente, cayó 8-0 ante Uruguay, cerrando así una paupérrima participación.
En el torneo continental de 2016 volvió a ser sorteado junto con Nueva Caledonia y Samoa, además de la selección local, Papúa Nueva Guinea. El primer partido fue victoria para los francopolinesios sobre Samoa por 4-0, el segundo un empate 2-2 ante el equipo papú, y la última jornada un 1-1 contra Nueva Caledonia. A pesar de haber sumado cinco unidades, y de no haber perdido ningún partido, quedó igualado en puntaje con las selecciones papú y neocaledonia, y eliminada en primera fase por poseer peor diferencia de gol que estas dos.

## Últimos partidos y próximos encuentros
Actualizado al último partido jugado el 21 de marzo de 2025
| Fecha      | Ciudad     | Local              | Resultado | Visitante          | Competición                     |
| ---------- | ---------- | ------------------ | --------- | ------------------ | ------------------------------- |
| 21-11-2023 | Honiara    | Tahití             | 0:0       | Fiyi               | Juegos del Pacífico 2023        |
| 24-11-2023 | Honiara    | Tahití             | 5:0       | Islas Marianas     | Juegos del Pacífico 2023        |
| 27-11-2023 | Honiara    | Tahití             | 2:1       | Samoa              | Juegos del Pacífico 2023        |
| 30-11-2023 | Honiara    | Tahití             | 2:0       | Papúa Nueva Guinea | Juegos del Pacífico 2023        |
| 16-06-2024 | Suva       | Samoa              | 0:2       | Tahití             | Copa de Naciones OFC 2024       |
| 19-06-2024 | Suva       | Papúa Nueva Guinea | 1:1       | Tahití             | Copa de Naciones OFC 2024       |
| 22-06-2024 | Suva       | Fiyi               | 1:0       | Tahití             | Copa de Naciones OFC 2024       |
| 27-06-2024 | Port Vila  | Tahití             | 0:5       | Nueva Zelanda      | Copa de Naciones OFC 2024       |
| 30-06-2024 | Port Vila  | Tahití             | 2:1       | Fiyi               | Copa de Naciones OFC 2024       |
| 11-10-2024 | Port Vila  | Nueva Zelanda      | 3:0       | Tahití             | Clasificación Copa Mundial 2026 |
| 14-11-2024 | Hamilton   | Tahití             | 3:0       | Samoa              | Clasificación Copa Mundial 2026 |
| 18-11-2024 | Auckland   | Tahití             | 2:0       | Vanuatu            | Clasificación Copa Mundial 2026 |
| 21-03-2025 | Wellington | Nueva Caledonia    | 3:0       | Tahití             | Clasificación Copa Mundial 2026 |

## Uniformes

### Local
| 1984 Local | 1987 Local | 1990 Local | 2000 Local | 2002 Local |
| 2004 Local | 2007 Local | 2011 Local | 2012 Local | 2012 Local |
| 2013 Local | 2016 Local | 2022 Local |            |            |

### Visita
| 2011 Visita | 2012 Visita | 2013 Visita | 2016 Visita | 2022 Visita |

Fuentes:

## Jugadores

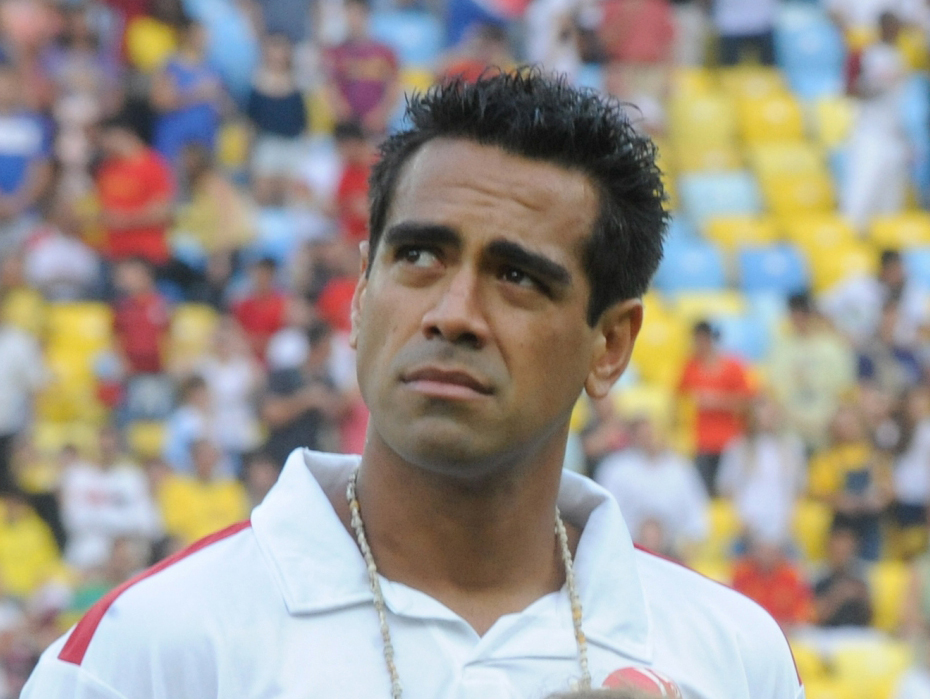
Nicolas Vallar, el capitán de Tahití en la Copa de las Naciones de la OFC 2012 y la Copa FIFA Confederaciones 2013.

El jugador que más goles anotó con la casaca de la selección tahitiana es Teaonui Tehau. Por su parte, Angelo Tchen es el que más partidos disputó. Entre los futbolistas destacados aparecen Reynald Temarii, quien capitaneó a Tahití en los Juegos del Pacífico Sur 1995, y llegó a jugar profesionalmente en el Nantes francés.
Otros jugadores reconocidos son los que integraron el equipo campeón de la Copa de las Naciones de la OFC 2012, varios de los cuales habían obtenido el Campeonato de la OFC 2008 con la selección sub-20 y el pasaje a la Copa Mundial de la categoría de 2009. Entre ellos se puede nombrar a Steevy Chong Hue, el autor del gol de la final ante Nueva Caledonia; Jonathan Tehau, quien marcó el único gol tahitiano en la Copa FIFA Confederaciones 2013; sus hermanos, Alvin y Lorenzo; Nicolas Vallar, el capitán del equipo en el torneo; Xavier Samin; y Heimano Bourebare, entre otros.

### Última convocatoria
| No. | Pos. | Jugador               | Fecha de nacimiento (edad)         | Apa. | Goles | Club                 |
| --- | ---- | --------------------- | ---------------------------------- | ---- | ----- | -------------------- |
|     | POR  | Teave Teamotuaitau    | 17 de abril de 1992 (33 años)      | 9    | 0     | Vénus Mahina         |
|     | POR  | Anapa Debruyne        | 22 de septiembre de 2003 (21 años) | 0    | 0     | Vénus Mahina         |
|     | DEF  | Alvin Tehau           | 10 de abril de 1989 (36 años)      | 24   | 9     | Pirae                |
|     | DEF  | Tamatoa Tetauira      | 17 de abril de 1996 (29 años)      | 11   | 5     | AF Muespach          |
|     | DEF  | Matatia Paama         | 3 de octubre de 1992 (32 años)     | 11   | 0     | Pirae                |
|     | DEF  | Kévin Barbe           | 2 de septiembre de 1997 (27 años)  | 8    | 1     | Vénus Mahina         |
|     | DEF  | Jean-Claude Paraue    | 24 de mayo de 1989 (36 años)       | 5    | 0     | Vénus Mahina         |
|     | DEF  | Viritua Tiaiho        | 23 de enero de 1992 (33 años)      | 2    | 0     | Tefana               |
|     | DEF  | François Hapipi       | 10 de marzo de 1999 (26 años)      | 2    | 0     | NK Urania Baška Voda |
|     | DEF  | Mauri Heitaa          | 31 de julio de 1999 (25 años)      | 1    | 0     | Vénus Mahina         |
|     | MED  | Heimano Bourebare     | 15 de mayo de 1989 (36 años)       | 27   | 1     | Pirae                |
|     | MED  | Raimana Li Fung Kuee  | 10 de abril de 1985 (40 años)      | 9    | 2     | A.S. Dragon          |
|     | MED  | Tauhiti Keck          | 1 de agosto de 1994 (30 años)      | 8    | 2     | Vénus Mahina         |
|     | MED  | Roonui Tehau          | 15 de diciembre de 1999 (25 años)  | 2    | 0     | Vénus Mahina         |
|     | MED  | Terai Bremond         | 16 de mayo de 2001 (24 años)       | 2    | 0     | Vénus Mahina         |
|     | MED  | Gervais Chan Kat      | 16 de diciembre de 1993 (31 años)  | 1    | 0     | A.S. Dragon          |
|     | MED  | Yann Pennequin Lebras | 10 de enero de 1994 (31 años)      | 1    | 0     | Vénus Mahina         |
|     | DEL  | Teaonui Tehau         | 1 de septiembre de 1992 (32 años)  | 33   | 24    | Vénus Mahina         |
|     | DEL  | Rainui Tze Yu         | 26 de febrero de 1992 (33 años)    | 2    | 0     | A.S. Dragon          |
|     | DEL  | Eddy Kaspard          | 27 de mayo de 2001 (24 años)       | 2    | 0     | Trélissac            |
|     | DEL  | Roonui Tinirauarii    | 14 de marzo de 1997 (28 años)      | 1    | 0     | Pirae                |
|     | DEL  | Tutehau Tufariua      | 31 de enero de 2000 (25 años)      | 0    | 0     | Cherbourg            |

## Entrenadores
- Freddy Vernaudon (1973)
- Richard Vansam (1980)
- François Ferez (1992)
- Bernard Vahirua (1992)
- Umberto Mottini (1995 - 1996)
- Gerard Kautai (1996)
- Richard Vansam (1997)
- Alain Rousseau (1998)
- Leon Gardikiotis (1999 - 2000)
- Patrick Jacquemet (2001 - 2002)
- Mahmoud El-Gohary (2004 - 2007)
- Eddy Etaeta (2010 - 2015)
- Clement Tupin (2016 - 2017)
- Naea Bennett (2018 - 2019)
- Samuel Garcia   (2019 - )

## Estadísticas

### Copa Mundial de Fútbol
| Copa Mundial de Fútbol | Copa Mundial de Fútbol  | Copa Mundial de Fútbol  | Copa Mundial de Fútbol  | Copa Mundial de Fútbol  | Copa Mundial de Fútbol  | Copa Mundial de Fútbol  | Copa Mundial de Fútbol  |
| Año                    | Ronda                   | J                       | G                       | E                       | P                       | GF                      | GC                      |
| ---------------------- | ----------------------- | ----------------------- | ----------------------- | ----------------------- | ----------------------- | ----------------------- | ----------------------- |
| 1930 - 1954            | No existía la selección | No existía la selección | No existía la selección | No existía la selección | No existía la selección | No existía la selección | No existía la selección |
| 1958 - 1990            | No participó            | No participó            | No participó            | No participó            | No participó            | No participó            | No participó            |
| 1994                   | No clasificó            | No clasificó            | No clasificó            | No clasificó            | No clasificó            | No clasificó            | No clasificó            |
| 1998                   | No clasificó            | No clasificó            | No clasificó            | No clasificó            | No clasificó            | No clasificó            | No clasificó            |
| 2002                   | No clasificó            | No clasificó            | No clasificó            | No clasificó            | No clasificó            | No clasificó            | No clasificó            |
| 2006                   | No clasificó            | No clasificó            | No clasificó            | No clasificó            | No clasificó            | No clasificó            | No clasificó            |
| 2010                   | No clasificó            | No clasificó            | No clasificó            | No clasificó            | No clasificó            | No clasificó            | No clasificó            |
| 2014                   | No clasificó            | No clasificó            | No clasificó            | No clasificó            | No clasificó            | No clasificó            | No clasificó            |
| 2018                   | No clasificó            | No clasificó            | No clasificó            | No clasificó            | No clasificó            | No clasificó            | No clasificó            |
| 2022                   | No clasificó            | No clasificó            | No clasificó            | No clasificó            | No clasificó            | No clasificó            | No clasificó            |
| 2026                   | No clasificó            | No clasificó            | No clasificó            | No clasificó            | No clasificó            | No clasificó            | No clasificó            |
| 2030                   | Por disputarse          | Por disputarse          | Por disputarse          | Por disputarse          | Por disputarse          | Por disputarse          | Por disputarse          |
| 2034                   | Por disputarse          | Por disputarse          | Por disputarse          | Por disputarse          | Por disputarse          | Por disputarse          | Por disputarse          |
| Total                  | 0/23                    | -                       | -                       | -                       | -                       | -                       | -                       |

### Copa de las Naciones de la OFC
| Copa de las Naciones de la OFC | Copa de las Naciones de la OFC | Copa de las Naciones de la OFC | Copa de las Naciones de la OFC | Copa de las Naciones de la OFC | Copa de las Naciones de la OFC | Copa de las Naciones de la OFC | Copa de las Naciones de la OFC |
| Año                            | Ronda                          | J                              | G                              | E                              | P                              | GF                             | GC                             |
| ------------------------------ | ------------------------------ | ------------------------------ | ------------------------------ | ------------------------------ | ------------------------------ | ------------------------------ | ------------------------------ |
| 1973                           | Subcampeón                     | 5                              | 2                              | 2                              | 1                              | 7                              | 4                              |
| 1980                           | Subcampeón                     | 4                              | 3                              | 0                              | 1                              | 23                             | 9                              |
| 1996                           | Subcampeón                     | 4                              | 2                              | 0                              | 2                              | 3                              | 12                             |
| 1998                           | Cuarto lugar                   | 4                              | 1                              | 0                              | 3                              | 3                              | 8                              |
| 2000                           | Fase de grupos                 | 2                              | 0                              | 0                              | 2                              | 2                              | 5                              |
| 2002                           | Tercer lugar                   | 5                              | 3                              | 0                              | 2                              | 8                              | 9                              |
| 2004                           | Fase de grupos                 | 5                              | 1                              | 1                              | 3                              | 2                              | 24                             |
| 2008                           | No clasificó                   | No clasificó                   | No clasificó                   | No clasificó                   | No clasificó                   | No clasificó                   | No clasificó                   |
| 2012                           | Campeón                        | 5                              | 5                              | 0                              | 0                              | 20                             | 5                              |
| 2016                           | Fase de grupos                 | 3                              | 1                              | 2                              | 0                              | 7                              | 3                              |
| 2020                           | Cancelado                      | Cancelado                      | Cancelado                      | Cancelado                      | Cancelado                      | Cancelado                      | Cancelado                      |
| 2024                           | Tercer lugar                   | 5                              | 2                              | 1                              | 2                              | 5                              | 8                              |
| Total                          | 10/11                          | 42                             | 20                             | 6                              | 16                             | 85                             | 89                             |

### Copa FIFA Confederaciones
| Copa FIFA Confederaciones | Copa FIFA Confederaciones | Copa FIFA Confederaciones | Copa FIFA Confederaciones | Copa FIFA Confederaciones | Copa FIFA Confederaciones | Copa FIFA Confederaciones | Copa FIFA Confederaciones |
| Año                       | Ronda                     | J                         | G                         | E                         | P                         | GF                        | GC                        |
| ------------------------- | ------------------------- | ------------------------- | ------------------------- | ------------------------- | ------------------------- | ------------------------- | ------------------------- |
| 1992                      | No participó              | No participó              | No participó              | No participó              | No participó              | No participó              | No participó              |
| 1995                      | No participó              | No participó              | No participó              | No participó              | No participó              | No participó              | No participó              |
| 1997                      | No clasificó              | No clasificó              | No clasificó              | No clasificó              | No clasificó              | No clasificó              | No clasificó              |
| 1999                      | No clasificó              | No clasificó              | No clasificó              | No clasificó              | No clasificó              | No clasificó              | No clasificó              |
| 2001                      | No clasificó              | No clasificó              | No clasificó              | No clasificó              | No clasificó              | No clasificó              | No clasificó              |
| 2003                      | No clasificó              | No clasificó              | No clasificó              | No clasificó              | No clasificó              | No clasificó              | No clasificó              |
| 2005                      | No clasificó              | No clasificó              | No clasificó              | No clasificó              | No clasificó              | No clasificó              | No clasificó              |
| 2009                      | No clasificó              | No clasificó              | No clasificó              | No clasificó              | No clasificó              | No clasificó              | No clasificó              |
| 2013                      | Fase de grupos            | 3                         | 0                         | 0                         | 3                         | 1                         | 24                        |
| 2017                      | No clasificó              | No clasificó              | No clasificó              | No clasificó              | No clasificó              | No clasificó              | No clasificó              |
| Total                     | 1/10                      | 3                         | 0                         | 0                         | 3                         | 1                         | 24                        |

## Otros torneos

### Fútbol en los Juegos del Pacífico
| Fútbol en los Juegos del Pacífico | Fútbol en los Juegos del Pacífico | Fútbol en los Juegos del Pacífico | Fútbol en los Juegos del Pacífico | Fútbol en los Juegos del Pacífico | Fútbol en los Juegos del Pacífico | Fútbol en los Juegos del Pacífico | Fútbol en los Juegos del Pacífico |
| Año                               | Ronda                             | J                                 | G                                 | E                                 | P                                 | GF                                | GC                                |
| --------------------------------- | --------------------------------- | --------------------------------- | --------------------------------- | --------------------------------- | --------------------------------- | --------------------------------- | --------------------------------- |
| 1963                              | Tercer lugar                      | 2                                 | 1                                 | 0                                 | 1                                 | 19                                | 2                                 |
| 1966                              | Campeón                           | 4                                 | 4                                 | 0                                 | 0                                 | 14                                | 3                                 |
| 1969                              | Subcampeón                        | 5                                 | 3                                 | 1                                 | 1                                 | 17                                | 7                                 |
| 1971                              | Tercer lugar                      | 4                                 | 2                                 | 1                                 | 1                                 | 41                                | 5                                 |
| 1975                              | Campeón                           | 5                                 | 4                                 | 0                                 | 1                                 | 12                                | 6                                 |
| 1979                              | Campeón                           | 5                                 | 5                                 | 0                                 | 0                                 | 33                                | 2                                 |
| 1983                              | Campeón                           | 5                                 | 5                                 | 0                                 | 0                                 | 25                                | 2                                 |
| 1987                              | Subcampeón                        | 5                                 | 3                                 | 1                                 | 1                                 | 9                                 | 4                                 |
| 1991                              | Quinto lugar                      | 5                                 | 3                                 | 0                                 | 2                                 | 20                                | 5                                 |
| 1995                              | Campeón                           | 6                                 | 6                                 | 0                                 | 0                                 | 35                                | 2                                 |
| 2003                              | Cuarto lugar                      | 6                                 | 3                                 | 0                                 | 3                                 | 25                                | 7                                 |
| 2007                              | Primera ronda                     | 4                                 | 1                                 | 1                                 | 2                                 | 2                                 | 6                                 |
| 2011                              | Tercer lugar                      | 6                                 | 3                                 | 1                                 | 2                                 | 28                                | 9                                 |
| 2015                              | Disputado por selecciones sub-23  | Disputado por selecciones sub-23  | Disputado por selecciones sub-23  | Disputado por selecciones sub-23  | Disputado por selecciones sub-23  | Disputado por selecciones sub-23  | Disputado por selecciones sub-23  |
| 2019                              | Primera ronda                     | 5                                 | 3                                 | 0                                 | 2                                 | 19                                | 6                                 |
| 2023                              | Quinto lugar                      | 4                                 | 3                                 | 1                                 | 0                                 | 9                                 | 2                                 |
| Total                             | 15/16                             | 71                                | 49                                | 6                                 | 16                                | 308                               | 68                                |

### Copa Polinesia
| Copa Polinesia | Copa Polinesia | Copa Polinesia | Copa Polinesia | Copa Polinesia | Copa Polinesia | Copa Polinesia | Copa Polinesia |
| Año            | Ronda          | J              | G              | E              | P              | GF             | GC             |
| -------------- | -------------- | -------------- | -------------- | -------------- | -------------- | -------------- | -------------- |
| 1994           | Campeón        | 3              | 3              | 0              | 0              | 10             | 1              |
| 1998           | Campeón        | 4              | 4              | 0              | 0              | 27             | 1              |
| 2000           | Campeón        | 4              | 4              | 0              | 0              | 30             | 2              |
| Total          | 3/3            | 11             | 11             | 0              | 0              | 67             | 4              |

### Coupe de l'Outre-Mer
| Coupe de l'Outre-Mer | Coupe de l'Outre-Mer | Coupe de l'Outre-Mer | Coupe de l'Outre-Mer | Coupe de l'Outre-Mer | Coupe de l'Outre-Mer | Coupe de l'Outre-Mer | Coupe de l'Outre-Mer |
| Año                  | Ronda                | J                    | G                    | E                    | P                    | GF                   | GC                   |
| -------------------- | -------------------- | -------------------- | -------------------- | -------------------- | -------------------- | -------------------- | -------------------- |
| 2008                 | Fase de grupos       | 3                    | 0                    | 0                    | 3                    | 0                    | 3                    |
| 2010                 | Fase de grupos       | 3                    | 0                    | 2                    | 1                    | 3                    | 6                    |
| 2012                 | Sexto lugar          | 4                    | 2                    | 0                    | 2                    | 6                    | 7                    |
| Total                | 3/3                  | 10                   | 2                    | 2                    | 6                    | 9                    | 16                   |

## Palmarés

#### Competiciones oficiales
- Copa de las Naciones de la OFC:
  -   Campeón (1): 2012
  -  Subcampeón (3): 1973, 1980 y 1996
  -  Tercer lugar (2): 2002 y 2024
  -  Cuarto lugar (1): 1998

#### Regionales
- Juegos del Pacífico:
  -   Campeón (5): 1966, 1975, 1979, 1983 y 1995
  -  Subcampeón (2): 1969 y 1987
  -  Tercer lugar (3): 1963, 1971 y 2011
  -  Cuarto lugar (1): 2003

- Copa Polinesia:
  -   Campeón (3): 1994, 1998 y 2000